# Tantalophis discolor
Genre
Espèce
Synonymes
- Leptodeira discolor Günther, 1860

Statut de conservation UICN

 VU B1ab(iii) : Vulnérable
Tantalophis discolor, unique représentant du genre Tantalophis, est une espèce de serpents de la famille des Dipsadidae.

## Répartition
Cette espèce est endémique de l'État d'Oaxaca au Mexique.

## Publications originales
- Duellman, 1958 : A monographic study of the colubrid snake genus Leptodeira. Bulletin of the American Museum of Natural History, vol. 114, no 1, p. 1-152 (texte intégral).
- Günther, 1860 : On new reptiles and fishes from Mexico. Proceedings of the Zoological Society of London, vol. 1860, p. 316-318 (texte intégral).